# Leptostomopsis
Leptostomopsis là một chi rêu trong họ Bryaceae.